# Goldgruben-Eichenprachtkäfer
| Bilder des Goldgrubenprachtkäfers                                                                          | |
| | |
| Bild 1: Weibchen                                                                                           | Bild 2: von vorn |
| | |
| Bild 3: Unterseite Männchen                                                                                | Bild 4: Unterseite Weibchen |
| | |
| Bild 5: von der Seite                                                                                      | Bild 6: Larve |
| | |
| Bild 7: Analsternit männlich                                                                               | |
| | Bild 9: Teilansicht der Unterseite rechts teilweise eingefärbt grün: Prosternalfortsatz der Vorderbrust blau: Mittelbrust gelb: Hinterbrust orange:Hinterhüften |
| Bild 8: Analsternit weiblich                                                                               | |
| | |
| Bild 10: links Kinn und Lippentaster; Mitte Oberkiefer; rechts Unterkie- fer mit Kiefertaster nach Reitter | |

Der Goldgruben-Eichenprachtkäfer oder auch Goldgruben-Prachtkäfer (Chrysobothris affinis) ist ein Käfer aus der Familie der Prachtkäfer und der Unterfamilie Buprestinae. Das 10,5 bis fünfzehn Millimeter lange Tier fällt durch die vier oder sechs großen goldenen Punkte auf den Flügeldecken auf, allerdings gibt es drei ähnliche mitteleuropäische Arten der Gattung Chrysobothris.

## Bemerkungen zum Namen
Dem wissenschaftlichen Namen der  Gattung Chrysobothris (von altgr. χρῡσός „chrysós“: „Gold“ und βόθρος „bóthros“: „Grube“) entspricht der deutsche Gattungsname Goldgruben-Prachtkäfer, der sich auf die goldfarbenen Gruben auf den Flügeldecken bezieht. Die Erweiterung Eichenprachtkäfer bringt  die Schädlichkeit des Käfers an Eichen zum Ausdruck. Der wissenschaftliche Artname affinis (lat. ähnlich) erklärt sich dadurch, dass  Fabricius den Käfer bei der Erstbeschreibung 1794 in einer Ergänzung unter der Nr. 58-9 hinter die 58. Art von Buprestis setzte und seine Beschreibung mit der Feststellung begann, dass der Käfer den beiden vorhergehenden Arten sehr ähnlich sei. Im Folgenden grenzt er direkt die drei  Arten gegeneinander ab.

## Beschreibung
Der Käfer ist robust gebaut, zweieinhalb- bis dreimal so lang wie breit, im mittleren Bereich parallel. Er wird zehn bis fünfzehn Millimeter lang. Die Oberseite ist stark abgeflacht (Bild 2, Bild 4). Im Regelfall ist die Oberseite unauffällig erzbraun und die Unterseite kupferrot, es kommen jedoch auch metallisch grünlich-bläuliche Formen vor.
Der Kopf ist von oben gesehen deutlich breiter als lang. Die Vertiefungen, in die die Fühler eingelenkt sind (Fühlerhöhlen) tragen auf der Vorderseite ein Zähnchen. Die elfgliedrigen Fühler sind ab dem fünften Glied nach innen erweitert (gesägt, Bild 2). Das erste und dritte Fühlerglied sind außergewöhnlich lang, das zweite sehr kurz. Die Augen sind groß und bedecken die Seiten des Kopfes fast vollständig. Ihre Vorderränder nähern sich einander, so dass der Scheitel schmäler ist als die Stirn (Bild 1). Der Hinterrand der Augen verläuft nahe dem Vorderrand des Halsschilds. Der Kopfschild ist vorn seitlich lappenförmig ausgezogen. Die Oberkiefer sind stark gekrümmt und spitz, innen  gezähnt (Bild 10 Mitte). Die an den Unterkiefer entspringenden viergliedrigen Kiefertaster sind fadenförmig, vom zweiten zum vierten Glied in der Länge abnehmend (Bild 10 rechts). Die Lippentaster sind dreigliedrig, das Endglied walzig und abgestutzt (Bild 10 links).
Der Halsschild ist knapp doppelt so breit wie lang. Bei Chrysobothris affinis sind die Vorderecken deutlicher ausgebildet, von oben wirkt der Halsschild mehr parallel als bei Chrysobothris solieri. Der Hinterrand ist bei allen Arten der Gattung auf beiden Seiten deutlich ausgebuchtet.
Die Flügeldecken sind an der Basis zusammen breiter als der Halsschild. Vorn sind sie passend zur Form der Halsschildbasis gerundet. Die Rundung setzt sich in den Schultern fort. Hinter der Mitte sind die Flügeldecken verengt, an der Spitze einzeln abgerundet und wie der Seitenrand fein gesägt. Sie tragen Längsrippen, die jedoch im Unterschied zu Chrysobothris chrysostigma wenig hervortreten. Vor allem an den Seiten und auf der vorderen Flügelhälfte sind die Rippen verflacht. Die Fläche zwischen den Rippen ist dicht und regelmäßig punktiert. Die Punktierung ist fein und nicht runzelig. Jede Flügeldecke trägt drei Vertiefungen (Gruben), die sich annähernd mit den goldenen Farbflecken decken. Die vordere Grube liegt an der Basis der Flügeldecken nahe dem spitz dreieckigen Schildchen. Der entsprechende goldene Fleck ist länglich bis strichförmig und schwach ausgeprägt. Er kann auch ganz fehlen. Die mittlere Grube und der entsprechende Fleck liegen etwas vor der Mitte der Flügeldecke und sind groß und annähernd kreisförmig. Hintere Grube und Fleck liegen im letzten Drittel der Flügeldecken am weitesten voneinander entfernt und sind etwa queroval. Sie enden an der zweiten Rippe (von innen) und durchschneiden diese aber nicht, während bei den anderen Arten der Gattung sich die hinteren Flecken über die zweite Rippe hinaus nach innen ausdehnen.
Auf der Unterseite sind die Hüfthöhlen der Vorderbrust, in die die Vorderhüften eingelenkt sind, nach hinten offen. Die kugeligen Vorderhüften sind durch einen breiten Fortsatz der Vorderbrust nach hinten (Protosternalfortsatz, Bild 9 grün) getrennt. Der Protosternalfortsatz ragt über die Mittelbrust (Bild neun, blau) und trennt diese scheinbar. Hinter den Vorderhüften ist der Prosternalfortsatz seitlich zahnförmig erweitert. Diese Seitenzähne sind nicht viel kürzer als der hintere Zahn des Fortsatzes. Die Hinterhüften (Bild 9, orange) liegen breit der Hinterbrust (Bild 9, gelb) an. Nach hinten sind sie zur teilweisen Aufnahme der Hinterschenkel ausgehöhlt. Die Schenkel sind kräftig, die Vorderschenkel tragen nach vorn einen kräftigen stumpfen Zahn. Die Tarsen sind alle fünfgliedrig (Tarsenformel 5-5-5). Das zweite bis vierte Tarsenglied ist gelappt, die Krallen sind ungezähnt.
Auf der Unterseite sind die beiden ersten Hinterleibssegmente (Sternite) zusammengewachsen, das letzte Sternit (Analsternit) ist beim Männchen rundlich ausgeschnitten (Bild 7), beim Weibchen abgestutzt (Bild 8). Die Ecken bilden einen flachen Zahn und sind nicht wie bei Chrysobothris solieri spitz dornenförmig ausgezogen.

## Vorkommen
Die Art bewohnt lichte Laubwälder und dort bevorzugt Eichen. Ist in Süd- und Mitteldeutschland häufig, im Nordwesten nicht zu finden.

## Lebensweise
Die Imagines findet man in warmen Lagen in Laubwäldern, auf Holzplätzen und in Obstgärten.
Die Larven entwickeln sich in gefälltem, ungeschältem Laubholz oder in kranken Bäumen wie Eiche, Buche oder Obstbäumen.

## Verbreitung
Der Goldgruben-Eichenprachtkäfer kommt im größten Teil Europas vor. Das Verbreitungsgebiet reicht im Norden bis Dänemark, Südnorwegen und Mittelschweden. Die Art fehlt auf den Britischen Inseln. Weitere Vorkommen existieren im Kaukasus, Kleinasien, Vorderasien, Sibirien und Nordafrika.